# Pencak silat in Suriname
Pencak silat deed in Suriname zijn intrede aan het eind van de 19e eeuw. In 1985 werd de Surinaamse Pencak Silat Associatie opgericht. De bond is lid van de International Pencak Silat Federation (PERSILAT). Na een scheuring volgde in 2018 de oprichting van de Pencak Silat Federatie Suriname (PSFS).

## Geschiedenis

### Decennia van geheime beoefening en eerste scholen
Pencak silat deed zijn intrede in Suriname met de komst van Javaanse contractarbeiders, waarvan de eersten Suriname op 9 augustus 1890 bereikten. Tot 1950 werd de krijgssport vooral in het geheim beoefend. In dat jaar richtte Bapah Soelijo Dipowidjojo de eerste pencak-silat-school van Suriname op, Pamuda Timbol Tjokro Bwana (vertaald goeroeonderricht in het Indonesische wapen). Hij had pencak silat vanaf zijn tiende in 1927 geleerd van zijn vader. Hij werd geïnspireerd tot het starten van de school doordat Indonesiërs pencak silat in 1942 gebruikten tijdens de Japanse bezetting en tijdens de eropvolgende Onafhankelijkheidsoorlog. De krijgssport bleef niettemin nog drie decennia relatief onbekend onder de andere bevolkingsgroepen in Suriname.
In 1972 volgde de tweede pencak-silat-school, Kilat Buwana van Marca Jamin.  In 1975 gaf Noko Jamin ook demonstraties in andere delen van het land, zoals in Albina en Mariënburg, en werden er competities georganiseerd.

### Jaren van bloei en teruggang (vanaf 1985)
Uiteindelijk werd op 26 oktober 1985 de Surinaamse Pencak Silat Associatie (SPSA) opgericht door verschillende perguruans (leiders van pencak-silat-scholen). Hiermee wilden ze bereiken dat er met een vaste regelmaat toernooien zouden worden georganiseerd, zodat de beoefenaars ('persilats') zich aan elkaar konden meten. In 1986 volgde de deelname van Surinaamse persilats aan de wereldkampioenschappen (wk) in Oostenrijk. Twee Surinamers kwamen met eremetaal naar huis: R. Kalidjo en R. Tjokrotaroeno, beide met brons.
In 1990 lag het in de bedoeling dat Suriname als eerste niet-Aziatische of Europese land de wk zou organiseren. Door interne strubbelingen lukte het echter niet om de organisatie voor elkaar te krijgen en week de wereldbond PERSILAT uit naar Nederland. Voor de Surinaamse persilats was de teleurstelling groot en een aantal trokken zich terug uit de sport. In de jaren negentig was er een opleving met nieuwe toernooien totdat er opnieuw stilstand kwam door interne onenigheid.

### Nieuwe opleving (vanaf 2016)
De heropleving liet vervolgens twee decennia op zich wachten, totdat in februari 2015 werd besloten om een interim-bestuur de leiding van de SPSA over te laten nemen, bestaande uit Bpak Randy van Zichem, Florence Jamin en John Padji. Dit bestuur werkte toe naar bestuursverkiezingen, waarna het nieuwe bestuur in september 2016 onder voorzitterschap van Jamin aantrad, met verder Maridjo Tjitrodipo (secretaris) en John Padji (penningmeester). De opponenten tijdens de verkiezingen waren de kandidaten onder leiding van Dwight Warsodikromo. Ondertussen keerde een succesvolle Surinaamse delegatie in juli 2016 van de wk in Bali terug naar Suriname. Daar werd goud behaald op het Seni Festival voor de beste muzikale choreografie, twee keer brons tijdens de wedstrijden (tanding) en de zevende plaats op het onderdeel jurus tunggal. In deze jaren waren er verschillende initiatieven om ontwikkeling van pencak silat in Suriname te bevorderen, waarbij ook het ministerie van Sport- en Jeugdzaken en de Indonesische ambassadeur Dominicus Supratikto betrokken waren. In september 2016 kwam pencak-silat-coach Mohammed Nasri naar Suriname om te helpen de sport te professionaliseren.

### Scheuring
Met het aantreden van het nieuwe bestuur van 2016 bleken de onderlinge strubbelingen nog niet bijgelegd te zijn. De successen tijdens de wk in Bali ten spijt, was de afvaardiging erheen gegaan zonder de steun van het bestuur. Hierdoor hadden zij de reis zelf en met steun van hun omgeving betaald en waren zij op het wk aangekomen zonder dat de organisatie in Bali op de hoogte was. Er waren meer onenigheden en tijdens een buitengewone ledenvergadering werd een motie tegen het bestuur ingediend. Voorzitter Jamin reageerde door de initiatiefnemers voor de rechter te dagen en hen hun lidmaatschap te ontnemen. Uit steun voor deze perguruans zegden vijf andere perguruans hun SPSA-lidmaatschap ook op, zodat de scheuring compleet was. Uiteindelijk bleven vier van de twaalf leden over; de afgescheiden perguruans richtten op 27 mei 2018 hun eigen bond op, de Pencak Silat Federatie Suriname (PSFS). Beide bonden zijn daarna naast elkaar actief gebleven in de organisatie van demonstraties en toernooien. In september 2018 ontving minister Lalinie Gopal van Sport- en Jeugdzaken beide sportbonden. Zij legde nadruk op het herstel van rust in de pencak-silat-sport.
In augustus 2018 werd onder toezicht van ambassadeur Supratikto en andere hoogwaardigheidsbekleders een eigen gebouw voor de SPSA in Richelieu geopend voor het houden van bijeenkomsten en wedstrijden. In 2019 werd Jamin van de SPSA Wasit-Juri, wat de certificering geeft om internationaal wedstrijden te mogen leiden en jureren. Daarnaast is ze door de wereldbond gecertificeerd voor het opleiden van leraren in de pencak silat.